# Shuangquan (socken i Kina, Heilongjiang)
Shuangquan (kinesiska: 双泉, 双泉乡) är en socken i Kina. Den ligger i provinsen Heilongjiang, i den nordöstra delen av landet, omkring 320 kilometer norr om provinshuvudstaden Harbin.
Genomsnittlig årsnederbörd är 882 millimeter. Den regnigaste månaden är juli, med i genomsnitt 264 mm nederbörd, och den torraste är februari, med 8 mm nederbörd.